# Dactylocladius atomus
Dactylocladius atomus är en tvåvingeart som först beskrevs av Jean-Jacques Kieffer 1929.  Dactylocladius atomus ingår i släktet Dactylocladius och familjen fjädermyggor. Inga underarter finns listade i Catalogue of Life.